# Leptolaimoides propinquus
Leptolaimoides propinquus is een rondwormensoort uit de familie van de Leptolaimidae. De wetenschappelijke naam van de soort is voor het eerst geldig gepubliceerd in 2007 door Fadeeva & Morduchovic.